# گراندسون، سوئیس
شهر گراندسون  در بخش گراندسون در ایالت وو در کشور سوئیس واقع شده‌است که ۲٬۷۰۰ نفر  جمعیت دارد.